# Daytona USA: Championship Circuit Edition
Daytona USA: Championship Circuit Edition, в Японии известная как Daytona USA: Circuit Edition (яп. デイトナUSAサーキットエディション Дэйтона Ю Эс Эй Са:китто Эдисён) — компьютерная игра 1996 года в жанре автосимулятор, выпущенная на консоль Sega Saturn. Является ремейком Daytona USA.
В 1997 году на ПК была выпущена обновлённая версия Daytona USA Deluxe, в Японии и Южной Корее известная как Daytona USA Evolution (яп. デイトナUSA エボリューション Дэйтона Ю Эс Эй Эборю:сён).

## Геймплей
Игра имеет такой же геймплей, как и Daytona USA. Однако в Daytona USA: Championship Circuit Edition кроме автомобиля «Шершень» (англ. Hornet) игрок может выбрать несколько машин, таких как «Галоп» (англ. Gallop), «Макс» (англ. Max), «Феникс» (англ. Pheonix), «Орлоле» (англ. Orlole), «Магия» (англ. Magic), «Волк» (англ. Wolf) и «Баланс» (англ. Balance).
В игре кроме трёх оригинальных уровней («Three-Seven Speedway», «Dinosaur Canyon» и «Seaside Street Galaxy») также доступны трассы «National Park Speedway» (рус. Гоночная трасса «Национальный парк») и «Desert City» (рус. Пустынный город). В версии для ПК был добавлен ещё один трек под названием «Silver Ocean Causeway» (рус. Дамба Серябрянного океана).

## Версии и выпуски
Daytona USA: Championship Circuit Edition для Sega Saturn была выпущена в Европе и Северной Америке в 1996 году. В Северной Америке также продавалась версия игры с поддержкой модема Sega NetLink под названием Daytona USA: CCE Netlink Edition. Она была доступна только через интернет-магазин Sega.
Японская версия игры для Sega Saturn была выпущена под названием Daytona USA: Circuit Edition. Она включает в себя треки из Daytona USA, на трассах меняется время суток и усовершенствована механика дрифта.
В 1997 году была издана версия для ПК. В Японии и Южной Кореи она была выпущена под названием Daytona USA Evolution, а в остальном мире как Daytona USA Deluxe. Данная версия имеет новый уровень под названием «Silver Ocean Causeway», был добавлен мультиплеер по сети до 8 игроков, а также была улучшена графика и расстояние камеры от автомобиля. Игра запускается через Direct3D.

## Саундтрек
Альбом Daytona USA Circuit Edition Original Sound Track был выпущен 10 марта 1997 года лейблом East West Japan. Музыка была написана Томонори Савадой, Кэнъити Токои, Дзюном Сэноуэ и Ричардом Жаком. Альбом содержит 23 песни. В качестве вокалиста выступал певец Эрик Мартин.
| №                   | Название                                 | Текст песни                   | Музыка              | Исполнитель                | Длительность |
| ------------------- | ---------------------------------------- | ----------------------------- | ------------------- | -------------------------- | ------------ |
| 1.                  | «The American Dream»                     | Эрик Мартин, Андре Пессис     | Дзюн Сэноуэ         | Эрик Мартин, Гэри Кримелли | 5:11         |
| 2.                  | «Sons Of Angels»                         | Эрик Мартин, Андре Пессис     | Дзюн Сэноуэ         | Эрик Мартин, Гэри Кримелли | 4:26         |
| 3.                  | «Gentlemen Start Your Engines»           |                               | Томонори Савада     |                            | 2:31         |
| 4.                  | «The King Of Speed (Part 1)»             |                               | Ричард Жак          |                            | 4:44         |
| 5.                  | «The King Of Speed (Part 2)»             |                               | Ричард Жак          |                            | 0:44         |
| 6.                  | «Let’s Go Away (Part 1)»                 |                               | Дзюн Сэноуэ         |                            | 4:10         |
| 7.                  | «Let’s Go Away (Part 2)»                 |                               | Дзюн Сэноуэ         |                            | 0:41         |
| 8.                  | «Sky High (Part 1)»                      |                               | Томонори Савада     |                            | 5:00         |
| 9.                  | «Sky High (Part 2)»                      |                               | Томонори Савада     |                            | 0:33         |
| 10.                 | «The Noisy Roars Of Wilderness (Part 1)» |                               | Кэнъити Токои       |                            | 4:34         |
| 11.                 | «The Noisy Roars Of Wilderness (Part 2)» |                               | Кэнъити Токои       |                            | 0:31         |
| 12.                 | «Pounding Pavement (Part 1)»             |                               | Дзюн Сэноуэ         |                            | 5:07         |
| 13.                 | «Pounding Pavement (Part 2)»             |                               | Дзюн Сэноуэ         |                            | 0:37         |
| 14.                 | «Funk Fair (Part 1)»                     |                               | Ричард Жак          |                            | 4:24         |
| 15.                 | «Funk Fair (Part 2)»                     |                               | Ричард Жак          |                            | 0:27         |
| 16.                 | «Race To The Bass (Part 1)»              |                               | Ричард Жак          |                            | 3:57         |
| 17.                 | «Race To The Bass (Part 2)»              |                               | Ричард Жак          |                            | 0:45         |
| 18.                 | «DAYTONA USA Medley»                     | Такэнобу Мицуёси, Дэвид Лейтз | Ричард Жак          | Такэнобу Мицуёси           | 6:04         |
| 19.                 | «Lack Of Speed»                          |                               | Кэнъити Токои       |                            | 0:12         |
| 20.                 | «Sunset On The DAYTONA Beach»            |                               | Дзюн Сэноуэ         |                            | 1:07         |
| 21.                 | «Crash & Burrn!»                         |                               | Дзюн Сэноуэ         |                            | 4:18         |
| 22.                 | «The American Dream (Non Vocal Version)» |                               | Дзюн Сэноуэ         |                            | 5:11         |
| 23.                 | «Sons Of Angels (Non Vocal Version)»     |                               | Дзюн Сэноуэ         |                            | 4:26         |
| Общая длительность: | Общая длительность:                      | Общая длительность:           | Общая длительность: | Общая длительность:        | 69:40        |

## Оценки и мнения
| Сводный рейтинг       | Сводный рейтинг            |
| Агрегатор             | Оценка                     |
| --------------------- | -------------------------- |
| GameRankings          | 77,67 % (SAT) 62,00 % (PC) |
| MobyRank              | 77/100 (SAT) 66/100 (PC)   |
| Иноязычные издания    |                            |
| Издание               | Оценка                     |
| AllGame               | (SAT) · (PC) · (NE)        |
| Edge                  | 7/10 (SAT)                 |
| GamePro               | 4/5 (SAT)                  |
| GameSpot              | 6,8/10 (SAT) 6,2/10 (PC)   |
| The Adrenaline Vault  | (PC)                       |
| The Video Game Critic | B (SAT)                    |

Версия для консоли Sega Saturn получила в основном положительные отзывы от критиков. Сайт Allgame хвалили игру за управление, количество машин и трасс, а также графику и музыку. Отсутствие «старта с хода» сайт посчитал главным недостатком игры. В итоге Daytona USA: Championship Circuit Edition получила от Allgame 3,5 звезды из 5. Такую же оценку получила версия игры под названием Daytona USA: CCE Netlink Edition.
GameSpot в своём обзоре на версию для Sega Saturn критиковал частоту кадров и графику, но в итоге назвал Daytona USA: Championship Circuit Edition «хорошей игрой, чтобы продемонстрировать возможности системы».
Версия для ПК также получила разносторонние оценки от критиков. От сайта GameSpot Daytona USA Deluxe получила 6,2 балла из 10, от Avault — 2,5 звезды из 5. Версия критиковалась за графику и кадровую частоту.